# سیمور (تگزاس)
سیمور، تگزاس(به انگلیسی: Seymour, Texas) شهری در ایالت تگزاس از ایالات جنوبی ایالات متحده آمریکا است. در سرشماری سال ۲۰۰۰، جمعیت این شهر ۲۹۰۸ نفر اعلام شد.